# Pseudotrachypus wallichii
Pseudotrachypus wallichii là một loài rêu trong họ Trachypodaceae. Loài này được (Brid.) W.R. Buck mô tả khoa học đầu tiên năm 1994.